# Martín Clutet
Martín Clutet (Argentina, 16 de septiembre de 1925 - Buenos Aires, 10 de agosto de 2003) fue un director de televisión argentino que trabajó en ese medio entre 1953 y 1998, lo que lo colocó como uno de los más destacados directores de la televisión argentina.

## Actividad artística
Empezó haciendo efectos especiales de sonido en radio, recordándosele en especial su labor en el popular programa Las aventuras de Tarzán iniciada en 1950. Más adelante dirigió radioteatros y trató, sin resultado, de ingresar a Canal 7 para aprender la profesión de camarógrafo por lo que realizó puestas de escena hasta que un día, sin haber sido camarógrafo, le pidieron que hiciera una realización integral y a continuación le encargaron la dirección de dos ciclos: La telefamilia (1954) –primera telenovela diaria de la televisión argentina-  y Peter Fox lo sabía. 
En esos tiempos donde los directores iban aprendiendo el oficio con la práctica diaria, un día, en La telefamilia, cerró el decorado con los actores adentro y puso las cámaras enfocando desde las puertas o ventanas. Ya para entonces Clutet comenzaba a mostrarse como director integral, conduciendo el trabajo con las cámaras, la dirección de actores y la puesta en escena. En la década de 1960 dirigió por Canal 9 la telenovela Cuatro hombres para Eva y el ciclo Su comedia favorita y en el mismo canal llegaría en 1969 su consagración con la miniserie El hombre que volvió de la muerte, la inolvidable creación de Narciso Ibáñez Menta. 
Dirigió algunos de los primeros grandes éxitos de Alberto Migré (Su historia favorita, Mujeres en presidio), desarrolló una amplia labor docente y creó y dirigió el fecundo proyecto de Telescuela técnica. En la década de 1970 trabajó en México para TIM Canal 8 y Panamericana, país donde dirigió la excepcional tira  mexicana-peruana Hermanos Coraje, en  Perú para Panamericana Editora Producciones y en Puerto Rico para Telemundo Canal 2. En el año 1967 fue el primer director de televisión galardonado con un Premio Martín Fierro.
También pasaron por sus manos, expertas en tiras éxitos que iban desde El duende azul, con los hermanos Pimpinela, en 1988, hasta Más allá del horizonte (1994), la telenovela "de época" que, con Grecia Colmenares, Luisa Kuliok y Osvaldo Laport, marcó el punto más alto de las superproducciones argentinas en la materia. También estuvo en Inconquistable corazón, Por siempre mujercitas y Ricos y famosos (1998), con Natalia Oreiro, su último trabajo.
Martín Clutet falleció en Buenos Aires el 10 de agosto de 2003 y sus restos descansan en el cementerio de la Chacarita. Argentores le otorgó un premio póstumo.

## Director de televisión
- Ricos y famosos (1997) Serie
- Los herederos del poder (1997) Serie
- Por siempre mujercitas (1995) Serie
- Inconquistable corazón (1994) Serie (episodios desconocidos)
- Más allá del horizonte (1994) Serie (episodios desconocidos)
- Alta comedia (2 episodios, 1993-1994): "... y se quedaran los pájaros cantando" (1994) y "La hija del relojero" (1993)
- Soy Gina (1992) Serie
- Cita en Buenos Aires (1991) Mini-serie
- El duende azul (1989) Serie
- La otra (1988) Serie
- Ave de paso (1988) Serie
- Yara prohibida (1988) Serie
- La isla (1987)
- Entre el amor y el poder (1984) Serie
- Poquita cosa (1983) Serie
- Vivir para ti (1982) Serie
- Yo sé que mentía (1982) Serie
- El ídolo (1980) Telenovela para Telemundo | Puerto Rico
- El medio pelo (1980) Serie
- Tu rebelde ternura (1975) Serie
- Hermanos Coraje (1972) Telenovela para Panamericana Editora Perú | México
- Inconquistable Viviana Hortiguera (1971) Telenovela para Panamericana Editora Perú
- El adorable profesor Aldao (1970) Telenovela para Panamericana Editora Perú
- Nino, las cosas simples de la vida (1971) Telenovela para Panamericana Editora Perú | Argentina
- El hombre que volvió de la muerte (1969) TV mini-serie
- Un pacto con los brujos (1969)
- Trampa para un play boy (1969) Serie
- Adorable profesor Aldao (1968) Serie
- Mujeres en presidio (1967) Serie
- Su comedia favorita (1965) Serie
- Acacia Montero (1964) Serie
- La posesa (1961) Serie

## Director general
- Los herederos del poder (1997) Serie
- Yo sé que mentía (1982) Serie

## Productor
- Un pacto con los brujos (1969)